# Sara Mae Stinchfield Hawk
Dr. Sara Mae (Sally) Stinchfield Hawk (Auburn, 29 september 1885 – Los Angeles, 11 augustus 1977) was een Amerikaans logopedist en pionier op het gebied van spraak- en taalpathologie. Zij was de eerste persoon in de Verenigde Staten die promoveerde in dit vakgebied. Ze speelde een belangrijke rol in de oprichting en ontwikkeling van de American Speech–Language–Hearing Association (ASHA).

## Levensloop

### Jeugd en opleiding
Sara Mae Stinchfield werd geboren op 29 september 1885 in Auburn (Maine). Haar vader Ebenezer Paul Stinchfield en haar moeder Emma Alwilda Marston kregen nog twee kinderen, van wie een als baby overleed. In 1900 woonde het gezin in Lewiston, eveneens in de staat Maine.
Stinchfield Hawk behaalde in 1909 haar diploma aan de Curry School of Expression in Boston. Ze ontving een bachelordiploma van de Universiteit van Pittsburgh in 1914 en een masterdiploma van de Universiteit van Iowa in 1920. In 1922 behaalde ze haar doctoraat aan de Universiteit van Wisconsin als eerste persoon in Amerika met een Ph.D in spraakpathologie. Haar promotor was de psychiater Smiley Blanton (1882-1966) en haar proefschrift droeg de titel Formulation and Standardization of a Series of Graded Speech Tests.

### Carrière
Van 1922 tot 1932 was Stinchfield Hawk universitair hoofddocent psychologie aan het Mount Holyoke College in Massachusetts. In 1932 verhuisde zij naar Los Angeles, waar ze doceerde aan de University of Southern California tot 1944. Tegelijkertijd was zij directeur van de Speech Clinic van het Orthopaedic Hospital of Los Angeles, een gespecialiseerd ziekenhuis voor orthopedische zorg.
Ze doceerde verder aan onder meer UCLA, UC Berkeley en Scripps College. Tevens was ze betrokken bij de John Tracy Clinic. Ze volgde een opleiding bij Freud, maar was het niet met al zijn opvattingen eens. Stinchfield Hawk introduceerde en ontwikkelde de motokinesthetische benadering van spraaktherapie bij kinderen, samen met collega-logopedist en onderzoeker Edna Hill Young (1878-1968). Ze publiceerde vele boeken en artikelen over diagnostiek, therapie en spraakontwikkeling. Ook moedigde ze onderwijsinstellingen actief aan om cursussen in spraak- en gehoorontwikkeling op te zetten.

### ASHA en erkenning
In 1925 was Stinchfield Hawk een van de 25 oprichters van de American Academy of Speech Correction, de voorloper van de American Speech–Language–Hearing Association (ASHA). Ze was de eerste vrouwelijke voorzitter van ASHA (1939–1940) en vervulde daarnaast functies als secretaris (1925–1930), voorzitter van de ledencommissie (vanaf 1932), en lid van de nomenclatuurcommissie (1939–1940). Ze werd benoemd tot ASHA-fellow in 1925, kreeg het erelidmaatschap in 1950 en de hoogste onderscheiding van ASHA in 1953.

### Persoonlijk leven
Op 30 juli 1932 trouwde ze op 46-jarige leeftijd in Los Angeles met Dr. Charles Lyle Hawk. Ze hadden geen kinderen, maar waren actief betrokken bij het leven van hun neven en nichten. Ze stond bekend als een levendige, eigenzinnige vrouw met een grote liefde voor sterrenkunde, reizen en verhalen vertellen. Ze had een melodieuze stem en werkte ook in haar latere leven nog met kinderen met spraakstoornissen. Stinchfield Hawk was 91 jaar toen ze overleed op 11 augustus 1977 in Los Angeles. Ze werd begraven op Forest Lawn Memorial Park in Hollywood Hills.

### Boeken
- A Preliminary Study in Corrective Speech. University of Iowa Studies in Child Welfare, Vol. 1, nr. 3, 1920.
- Psychology of Speech. Boston: Expression Co. Publishers, 1928.
- Speech Pathology with Methods in Speech Correction. Boston: Expression Company, 1928.
- Speech Disorders. New York: Harcourt Brace & Company, 1933.
- Met Edna Hill Young: Children with Delayed or Defective Speech: Motor-Kinesthetic Factors in their Training. Stanford: Stanford University Press, 1938.
- Speech Therapy for the Physically Handicapped. Stanford: Stanford University Press, 1950.
- met Edna Hill Young: Moto-Kinaesthetic Speech Training. Stanford: Stanford University Press, 1955.

### Artikelen en hoofdstukken
- “The Standardization of Speech Testing Material.” In: Quarterly Journal of Speech, 1921, 7, p. 360–369.
- “Practical Speech Measurements.” In: Quarterly Journal of Speech, 1923, 9, p. 77–84.
- The Formulation and Standardization of a Series of Graded Speech Tests. In: Psychological Review Monographs, Vol. 33, nr. 2, 1924.
- “The Speech of Five Hundred Freshman College Women.” In: Journal of Applied Psychology, 1925, 9, p. 109–121.
- Met Katharine Foulke: “The Speech Development of Four Infants Under Two Years of Age.” In: Pedagogical Seminary and Journal of Genetic Psychology, 1929, 36, p. 140–171.
- “Speech Defects in Handicapped Children.” In: Journal of Speech Disorders, 1936, 1, p. 101–106.
- “Can a Child Be Taught to Talk?” In: Journal of Speech Disorders, 1939, 4(2), p. 173–179.
- “Moto-Kinaesthetic Training for Children with Speech Handicaps.” In: Journal of Speech Disorders, 1942, 7(4), p. 357–360.